# 何永慧
何永慧（1968年1月—），男，漢族，新疆沙灣人，中华人民共和国政治人物。畢業於北京大學研究生院區域經濟學專業在職研究生班，在職研究生學歷。1990年10月參加工作，1993年7月加入中國共產黨。

## 生平
1990年進入沙灣縣委工作，曾當上沙灣縣委副書記、常務副縣長、政法委書記。2006年4月獲任命為裕民縣委書記。2008年4月轉任額敏縣委書記。2011年7月任昌吉市委書記。2015年任職哈密地（市）委副書記、政法委書記。2020年，接替邱树华擔任博爾塔拉蒙古自治州委書記。2022年，转任新疆维吾尔自治区卫生健康委党组书记、副主任